# Thomas Kuc
Thomas Kuc (* 10. Oktober 2002 in São Paulo) ist ein brasilianisch-US-amerikanischer Schauspieler.

## Leben
Von 2015 bis 2019 spielte Kuc die Hauptrolle des Hudson Gimble in der Fernsehserie Game Shakers – Jetzt geht’s App. Dieselbe Rolle spielte er 2017 bei einem Gastauftritt in der Serie Henry Danger. Außerdem war er 2015 in dem Film The Diabolical zu sehen. Kuc spricht Polnisch, Mandarin, Portugiesisch, Spanisch und Englisch.

## Filmografie (Auswahl)

### Filme
- 2015: Nickelodeon's Ultimate Halloween Costume Party (Fernsehfilm)
- 2015: Nickelodeon's Ho Ho Holiday Special (Fernsehfilm)
- 2015: The Diabolical – Das Böse ist zeitlos
- 2016: Ultimate Halloween Haunted House (Kurzfilm)

### Serien
- 2015: Alexis Joy VIP Access (Talkshow, Folge Vidcon 2015)
- 2015: Red Carpet Report (Talkshow, Folge 7x100)
- 2015–2016: Piper's Picks TV (Talkshow, Folge 2x212 und 2x244)
- 2015–2019: Game Shakers – Jetzt geht’s App (Fernsehserie, 61 Folgen)
- 2016: JoJo's Juice (Fernsehserie, Folge 2x03)
- 2016: Teens Wanna Know (Talkshow, Folge 5x02)
- 2017: Nickelodeon's Not So Valentine's Special (TV-Special)
- 2017: Nickelodeon Kids’ Choice Awards 2017 (TV-Special)
- 2017: Black Hollywood Live Red Carpet, Junkets & Events (Fernsehserie, Folge 1x01)
- 2017: Paradise Run (Fernsehserie, Folge 3x03 und 3x05)
- 2017: The After Party (Fernsehserie, 7 Folgen)
- 2017: Orange Carpet Special Edition (Fernsehserie, Folge 4x01)
- 2017: Henry Danger (Fernsehserie, Folge 4x04)
- 2018: Lip Sync Battle Shorties (Fernsehserie, Folge 1x09)
- 2018–2019: Jamall & Gerald  (Fernsehserie, 5 Folgen)